# Cliona infrafoliata
Cliona infrafoliata är en svampdjursart som först beskrevs av Thiele 1898.  Cliona infrafoliata ingår i släktet Cliona och familjen borrsvampar. Inga underarter finns listade i Catalogue of Life.